# U-571 (фільм)
«U-571» — американська воєнна драма 2000 року режисера Джонатана Мостова, знята кінокомпанією Universal Pictures.

## Сюжет
Друга світова війна. Після вдалої атаки британського есмінця, німецький підводний човен «U-571» потрапляє під серію глибинних бомб, убита вся команда механіків. Командир посилає сигнал про допомогу, але радіоповідомлення перехоплює розвідка союзників. Американці розробляють план таємного захоплення шифрувальної машини «Енігма». Саме завдяки їй німецькому підводному флотові вдається зберегти в таємниці свої переміщення по світовому океані.
Екіпаж американського підводного човна «S-33» отримує секретний наказ від командування. Човен маскують під німецький і він під виглядом підводного човна допомоги підходить до «U-571». Американські моряки раптово захоплюють німецький човен і переправляють на свій човен трофеї, але приходить на допомогу інший німецький підводний човен і випускає торпеду, підірвавши американський підводний човен. Дев'ять американців залишаються на борту «U-571». Командування приймає лейтенант Тайлер. Американці, наспіх розібравшись з керуванням, торпедують підводний човен, який знищив «S-33», відновлюють ходову частину трофейного човна і пливуть до Англії.
З'являється німецький есмінець. Раптовим пострілом з гармати американці розбивають його радіорубку, «U-571» занурюється і пропливає під есмінцем, але той кидається в погоню, його глибинні бомби ледь не топлять підводний човен. Американцям вдається змусити підводний човен піднятися на поверхню, але знову зануритися він уже не може. Вони випускають останню торпеду і топлять есмінець. Човен «U-571» теж тоне, американців на шлюпці помічає літак союзників.

## У ролях
| Актор             | Роль                            |
| ----------------- | ------------------------------- |
| Меттью Мак-Конегі | лейтенант Ендрю Тайлер          |
| Джон Бон Джові    | лейтенант Піт Емметт            |
| Білл Пекстон      | лейтенант-командир Майк Долгрен |
| Гарві Кейтель     | старшина Генрі Клаф             |
| Томас Кречманн    | капітан Гюнтер Васснер          |
| Девід Кіт         | майор Меттью Кунен              |
| Джейк Вебер       | лейтенант Гірш                  |
| Джек Носворті     | матрос Білл Венц                |

## Нагороди та номінації
- 2000 — номінація на премію «Оскар» за найкращий звук
- 2001 — премія «Оскар» — Найкращий звуковий монтаж (Джон Джонсон)
- 2001 — премія ВМІ Film Music Award (Річард Марвін)
- 2001 — номінація на премію асоціації звукооператорів США «Золота бобіна» — кращий монтаж діалогів, кращий монтаж звукових ефектів.